# عشق خونین
«عشق خونین» (به انگلیسی: Bleeding Love) یک تک‌آهنگ از هنرمند اهل بریتانیا لیونا لوئیس است که در ۱۹ اکتبر ۲۰۰۷ منتشر شد.
این تک‌آهنگ در چارت‌های، فرانسه، ایرلند، نروژ، استرالیا، آلمان، فلاندرز، سوئیس، نیوزلند، اتریش، در رتبه اول و در چارت‌های ایتالیا، والونیا، دانمارک، فنلاند، سوئد جزو ده ترانه اول قرار گرفت.